# Остдейк (Південна Голландія)
Остдейк (нід. Oostdijk) — селище в нідерландській провінції Південна Голландія. Входить до муніципалітету Гуре-Оверфлакке.
Перша згадка про населений пункт датується 1515 роком. Наразі у селищі нараховується близько 100 будинків.